# Психо (филм, 1998)
Вижте пояснителната страница за други значения на Психо.
„Психо“ (на английски: Psycho) е американски филм на ужасите от 1998 г., римейк на класическия филм от 1960 г. на Алфред Хичкок.

## Сюжет
Придържа се към оригинала на Хичкок.

## Актьорски състав
- Винс Вон – Норман Бейтс
- Джулиан Мур – Лайла Крейн
- Ан Хейш – Мериън Крейн
- Виго Мортенсен – Сам Лумис
- Уилям Мейси – Милтън Арбогаст
- Робърт Форстър – д-р Саймън Ричмънд
- Роуз Мари – Г-жа Бейтс (глас)

## Разлики от Психо (1960)
- Главната героиня открадва не 40, а 400 хиляди долара.
- Някои сцени са екранно отражение на сцени от оригинала.
- Норман мастурбира докато гледа Мериън под душа, във филма на Хичкок няма такова нещо.
- Арбогаст е наръган 3 пъти с нож, в оригинала е само веднъж.
- В дома на Бейтс има препарирани животни.
- В една от сцените се вижда Майкъл Балзари, бас-китарист на рок групата Red Hot Chili Peppers.